# Una canzone pop
Una canzone pop è l'album in studio di debutto solista del cantautore italiano Pierdavide Carone, pubblicato il 30 marzo 2010 dalla Sony Music.

## Descrizione
Il disco è stato pubblicato due giorni dopo la finale della nona edizione del talent show Amici di Maria De Filippi, al quale il cantante ha partecipato classificandosi terzo.
Dall'album, certificato multiplatino per avere venduto oltre 120.000 copie, sono stati estratti due singoli. Il primo, Di notte, disponibile dal 19 marzo 2010, anticipa l'uscita del medesimo lavoro discografico, mentre il successivo ed ultimo estratto, Mi piaci... ma non troppo, viene pubblicato nel luglio 2010.
L'album, contenente 10 tracce scritte ed arrangiate dallo stesso Pierdavide Carone con produzione di Celso Valli e Giuseppe Vessicchio, e contiene brani presentati durante la fase iniziale che serale della trasmissione che lo ha visto concorrente ed inseriti nelle relative compilation; difatti Jenny, La ballata dell'ospedale e Superstar, sono inserite in Sfida e 9.
Tra i musicisti è presente anche Massimo Varini.

## Tracce
Testi e musiche di Pierdavide Carone.
1. Una canzone pop – 3:23
2. Mi piaci... ma non troppo – 3:28
3. La ballata dell'ospedale – 3:18
4. Di notte – 2:52
5. Jenny – 4:01
6. Superstar – 3:39
7. Ciò che non sai – 2:07
8. Trullallero rullallà – 2:59
9. Guarda caso – 3:10
10. Il ballo dell'estate – 3:05

Durata totale: 32:02

## Successo
L'album ha raggiunto, come posizione massima la 1ª della Classifica FIMI Album. Il disco, nel maggio 2010, viene certificato multiplatino per avere venduto oltre 120.000 copie.
Le vendite dell'album sono state supportate anche dal singolo apripista, Di notte che ha raggiunto la 1ª posizione della Top Singoli e che viene successivamente certificato disco d'oro per le oltre 15.000 vendite in digitale.
Una canzone pop risulta essere il 4º album più venduto in Italia nel 2010 secondo la classifica di fine anno stilata sempre da FIMI.

## Riconoscimenti
2011
- L'album ha ricevuto il Premio Cd Multiplatino ai Wind Music Awards per le vendite conseguite secondo i parametri delle Certificazioni FIMI in corso nel 2010 (120.000 +) che ne attestavano il doppio disco di platino[8]
- Premio Miglior Opera prima di M&D al PIMI - Premio italiano per la musica indipendente[9]

## Classifiche

### Posizioni massime
| Classifica (2010) | Posizione massima |
| ----------------- | ----------------- |
| Italia            | 1                 |

### Classifiche di fine anno
| Classifica (2010) | Posizione |
| ----------------- | --------- |
| Italia            | 4         |